# Colorless green ideas sleep furiously

La représentation approximative X-Barre (arbre syntaxique) de la phrase Colorless green ideas sleep furiously.

Colorless green ideas sleep furiously (en français D'incolores idées vertes dorment furieusement) est une phrase proposée par Noam Chomsky dans son livre de 1957 Syntactic Structures comme exemple d'une phrase grammaticalement correcte, mais sémantiquement absurde.
Cette phrase apparaît d'abord dans sa thèse de 1955 The Logical Structure of Linguistic Theory (en) puis son article de 1956 « Three Models for the Description of Language ». La phrase démontrerait la différence entre syntaxe et sémantique : en effet, bien que grammaticalement correcte, aucune signification compréhensible évidente ne peut en être déduite.

## Détails
Chomsky écrit dans Syntactic Structures (1957) :
« 
1. Colorless green ideas sleep furiously.
2. *Furiously sleep ideas green colorless[N 1] ».

On peut légitimement supposer qu'aucune de ces phrases n'est apparue en discours. Dans tout modèle statistique de grammaticalité, elles seront donc exclues pour la même raison : leur "éloignement" par rapport à la langue anglaise. Or (1), bien que absurde, est grammaticale, tandis que (2) n'est pas grammaticale,. 
Le non-sens de la phrase est souvent considéré comme fondamental chez Chomsky. Or ce dernier ne s'appuyait que sur les phrases n'ayant jamais été prononcées auparavant. Ainsi, même si l'on devait attribuer un sens probable et raisonnable à la phrase, la grammaticalité de la phrase est concrète, et ce même si c'est la première fois qu'une personne la prononce. Cela a constitué un contre-exemple à l'idée que le moteur de la parole humaine était basé sur des modèles statistiques, tels qu'une chaîne de Markov, ou sur de simples statistiques de mots qui se suivent les uns les autres. 

## Tentatives d'interprétations donnant du sens à la phrase
La phrase peut être partiellement interprétée par la polysémie. Le vert et l'incolore ont des sens figuratifs : on peut interpréter incolore comme « quelconque » et vert comme « jeune » ou lié à une conscience écologique. On pourrait donc reformuler « des idées immatures et quelconques font de violents cauchemars », phrase dont le sens est plus direct. L'expression peut également avoir un sens valable, si le vert signifie «nouvellement formé» et si sommeil exprime un état de dormance mental ou verbal. Furieusement reste problématique en tant qu'adverbe de « dormir », car il correspond aux sens « avec colère », « violemment », « intensément », généralement incompatibles avec l'idée de sommeil.  
Certains auteurs ont tenté de donner un sens à cette phrase grâce au contexte. L'un des premiers fut le linguiste russo-américain Roman Jakobson (1959) et le linguiste chinois Yuen Ren Chao (1997).  John Hollander, dans son livre The Night Mirror, a écrit un poème intitulé Coiled Alizarine qui se termine par la phrase de Chomsky. Clive James a écrit un poème intitulé A Line and a Theme from Noam Chomsky dans son livre Other Passports: Poems 1958–1985. Il s'ouvre sur la fameuse phrase de Chomsky et traite de la Guerre du Viêt Nam. 
En 1985, un concours littéraire à l'Université de Stanford invitait les candidats à donner un sens à la phrase de Chomsky en utilisant au plus 100 mots de prose ou 14 vers. Voici un exemple de C.M. Street (en anglais) : 
« It can only be the thought of verdure to come, which prompts us in the autumn to buy these dormant white lumps of vegetable matter covered by a brown papery skin, and lovingly to plant them and care for them. It is a marvel to me that under this cover they are labouring unseen at such a rate within to give us the sudden awesome beauty of spring flowering bulbs. While winter reigns the earth reposes but these colourless green ideas sleep furiously. »

## Défis statistiques
Fernando Pereira de l'Université de Pennsylvanie a adapté un modèle statistique simple de Markov à un ensemble de texte de journal, et a montré que, selon ce modèle, Furiously sleep ideas green colorless est environ 200 000 fois moins probable que Colorless green ideas sleep furiously .  
Ce modèle statistique définit une métrique de similitude, selon laquelle des phrases qui ressemblent davantage, sur certains points, à celles d'un corpus se voient attribuer des valeurs plus élevées que des phrases moins similaires. Le modèle de Pereira attribue à une version non grammaticale de la même phrase une probabilité plus faible que la forme syntaxiquement correcte. Cela démontre que les modèles statistiques peuvent apprendre les distinctions de grammaticalité avec des hypothèses linguistiques minimales. Cependant, il n'est pas certain que le modèle attribue à chaque phrase non grammaticale une probabilité inférieure comparée aux phrases grammaticales. Autrement dit, colorless green ideas sleep furiously peut toujours être statistiquement plus « éloigné » de l'anglais que certaines phrases non grammaticales.

## Exemples similaires
Le syntacticien français Lucien Tesnière a imaginé en français la phrase « Le silence vertébral indispose la voile licite ». 
Le jeu du cadavre exquis est une technique pour générer des phrases vides de sens. Son nom vient de la première phrase générée par ce jeu en 1925 : « Le cadavre exquis boira le vin nouveau ». 
Dans le jeu Mad Libs, un joueur demande à chaque autre joueur de fournir des parties du discours sans fournir aucune information contextuelle (par exemple, « Donnez-moi un nom propre » ou « Donnez-moi un adjectif »), et ces mots sont insérés dans des phrases à trou ayant une structure grammaticale correcte. L'humour du jeu réside dans la génération de phrases grammaticales mais dépourvues de sens ou ayant des significations absurdes ou ambiguës. Le jeu a également tendance à générer des doubles sens amusants. 
Il existe des exemples antérieurs de telles phrases, dans la philosophie du langage, ayant souvent donné lieu à des débats, étant donné que l'accent est mis sur les cas limites. Par exemple, les disciples du positivisme logique soutiennent que les déclarations « métaphysiques » (c'est-à-dire non vérifiables empiriquement) sont tout simplement dénuées de sens. Rudolf Carnap affirme dans un article que presque toutes les phrases de Heidegger étaient grammaticalement correctes, mais sans signification.[réf. souhaitée]
Le philosophe Bertrand Russell a imaginé la phrase « Quadruplicity drinks procrastination » (« La quadruplicité boit la procrastination ») dans Une enquête sur le sens et la vérité (1940), dans une perspective similaire. W. V. Quine a contesté cette approche : pour lui, le fait qu'une phrase soit fausse n'est rien de plus que le fait de n'être pas vraie. Dès lors, comme la quadruplicité ne boit rien, la phrase est simplement fausse, mais pas dénuée de sens. 
Dans un sketch sur la linguistique, le duo  britannique Fry et Laurie (en) utilise la phrase absurde « Hold the newsreader's nose squarely, waiter, or friendly milk will countermand my trousers. » (« Tenez bien le nez du lecteur de journaux, garçon, ou du lait amical annulera mon pantalon. ») 
Une autre approche consiste à créer une phrase syntaxiquement correcte et facilement analysable à l'aide de mots absurdes ; un tel exemple célèbre est « The gostak distims the doshes ». Le poème Jabberwocky de Lewis Carroll est également célèbre pour cette technique, bien qu'il l'emploie à des fins littéraires. Des phrases similaires utilisées dans les expériences de neurosciences sont appelées phrases Jabberwocky . Dans les facultés de linguistique russes, on peut mentionner l'exemple du Glokaya kuzdra (en). 
D'autres énoncés sans doute « dénués de sens » sont ceux qui ont du sens, qui sont grammaticaux, mais n'ont aucune référence à l'état actuel du monde. On peut citer ici l'exemple de Russel « Le roi de France est chauve » tiré de son ouvrage De la dénotation (voir  description définie). 
L'épisode Darmok de Star Trek : La Nouvelle Génération met en scène une race qui communique entièrement en faisant référence au folklore et aux histoires. Bien que le traducteur universel du navire traduise correctement les personnages et les lieux de ces histoires, il ne parvient pas à déchiffrer le sens voulu, et la Fédération se retrouve incapable de comprendre.

## Dans les arts
Une exposition organisée en 2011 à la galerie Dukan Hourdequin (Paris) s'intitule Colorless green ideas sleep furiously. Le titre exemplifie l'idée selon laquelle l'art peut stimuler l'imagination du spectateur, à l'image de cette phrase qui fait apparaître des concepts inexistants dans le monde réel grâce à la «liberté» du langage. 